# Paleosiberische talen
Met Paleosiberische talen (ook 'Paleoaziatisch' of 'Hyperboreïsch') wordt een restgroep van enkele kleine (bedreigde) taalfamilies en isolaten bedoeld die niet onderling verwant zijn en ook niet verwant zijn aan andere (prominentere) taalfamilies in Siberië, namelijk de Indo-Europese (Russisch), de Altaïsche (Toengoezische en Turkse talen) en Oegrische. De benaming is slechts een geografische verzamelnaam en verwijst niet naar genetische, taalhistorische of taaltypologische verwantschap. In principe worden de volgende talen tot de Paleosiberische groep gerekend: Chukchi, Koryak, Kamchadal (Itelmen) (die gedrieën de Tsjoektsjo-Kamtsjadaalse taalfamilie vormen), Yukagir, Ket en Nivkh (Gilyak). Ze worden alle gesproken in noordoostelijk Siberië. Naast de Tsjoektsjo-Kamtsjadaalse taalfamilie rekenen taalkundigen soms ook de Inuït-Aleut-groep tot de Paleosiberische talen. Tot slot valt soms ook het Ainu onder de noemer.
Vermoedelijk behoorden de Paleosiberische talen ooit tot grotere taalgroepen, die langzaam zijn verdreven door de drie voornoemde taalfamilies die pas later opgang maakten in Siberië. Zo is van het Ket bekend dat het verwant is aan Arih, Assan en Kott, die in de vroege 19e eeuw uitstierven. Dit is bekend door woordenlijsten die door Russische pioniers zijn opgesteld sinds de 18e eeuw.

## Algemene kenmerken
De Paleosiberische talen hebben agglutinatie, en veel hebben een ergatief naamvalsysteem. De meeste kennen geen grammaticaal geslacht, maar een paar maken wel onderscheid op basis van persoon–niet-persoon.

## Bestudering en bronnen
De vroegste vermeldingen van Paleosiberische volkeren stammen uit de 17e eeuw, toen Russische pioniers Oost-Siberië verkenden. Een van de eerste personen die onderzoek deden naar Paleosiberische talen was Vasili Tatisjtsjev. Hij stelde woordenlijsten op en gaf die mee aan leden van de eerste Kamchatka-expeditie in 1737. Daardoor groeide de belangstelling voor de Paleosiberische talen gestaag. Woordenboeken verschenen in de 18e eeuw. Vanaf het midden van de 19e eeuw nam taalkundig onderzoek in Oost-Siberië sterk toe. In die periode schoof de onderzoeker Schrenk de hypothese naar voren dat de Paleosiberische volkeren de oorspronkelijke bewoners van Siberië waren, die in de loop der eeuwen zouden zijn verdreven of geassimileerd door Indo-Europese, Altaïsche en Oeralische groepen, zodat ze nu alleen nog voorkwamen in noordoostelijk Siberië. Daarom gebruikte hij als eerste de benaming Paleoaziatisch, van het Griekse palaios, 'oud'. Taalkundig onderzoek met een etnografische inslag kwam pas op gang aan het einde van de 19e eeuw. Onder andere de comparatieve grammatica's uit deze periode zouden de basis vormen voor het twintigste-eeuwse (Russische) onderzoek.

## Overzicht

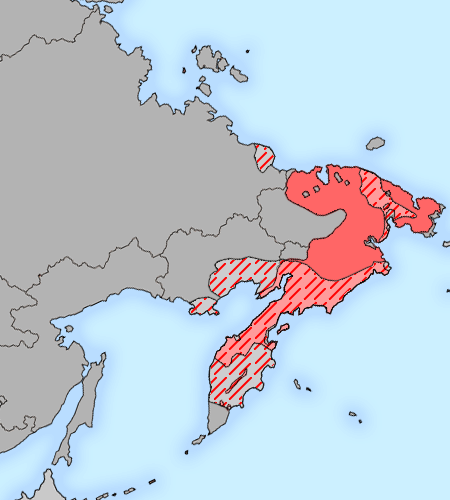
Spreidingsgebied van de Chukotko-Kamchatkische taalfamilie in rood. Effen: huidige spreidingsgebied. Effen + gearceerd: geschatte spreidingsgebied in de 17e eeuw.

- Tsjoektsjo-Kamtsjadaalse (Chukotko-Kamchatkische) taalfamilie:
  - Zuidelijke tak:
    - Kamchadal (Itelmen)

  - Noordelijke tak:
    - Chukchi
    - Koryak
    - Alyutor
    - Kerek
- Yukagir (verwant met de Oeralische talen volgens een omstreden hypothese)
- Jenisejische talen (vermoedelijk verwant aan de Noord-Amerikaanse Na-Denétalen):
  - Ket
  - Arih †
  - Assan †
  - Kott †
- Nivkh
- Inuït-Aleutische taalfamilie (categorisering redelijk aanvaard)
- Ainu (categorisering omstreden)
- Koreaans (categorisering erg omstreden)